# Aloe
Aloe sau Aloë, este un gen din care fac parte aproximativ 500 speciii de plante. Cea mai răspândită și cea mai cunoscută specie este Aloe vera.
Acest gen este originar din Africa, și este comun în Africa de Sud, munții din Africa tropicală, insulele din Africa (inclusiv Madagascar) și Peninsula Arabică.